# Campeonato da Europa de Atletismo de 2012 - 400 m com barreiras feminino
A prova dos 400 metros com barreiras feminino do Campeonato da Europa de Atletismo de 2012 foi disputada entre os dias 27 e 29 de junho de 2012 no Estádio Olímpico de Helsinque em Helsinque,  na Finlândia. 

## Recordes
Antes desta competição, os recordes mundiais e do campeonato nesta prova eram os seguintes:
|                       | Nome              | Nacionalidade   | Tempo | Local     | Data                |
| --------------------- | ----------------- | --------------- | ----- | --------- | ------------------- |
| Recorde mundial       | Yuliya Pechonkina | Rússia          | 52s34 | Tula      | 8 de agosto de 2003 |
| Recorde do campeonato | Natalya Antyukh   | União Soviética | 53s32 | Barcelona | 30 de julho de 2010 |
| Recorde europeu       | Yuliya Pechonkina | Rússia          | 52s34 | Tula      | 8 de agosto de 2003 |

## Medalhistas
| Ouro                 | Prata                 | Bronze                 |
| Irina Davydova (RUS) | Denisa Rosolová (CZE) | Hanna Yaroshchuk (UKR) |

## Cronograma
Todos os horários são locais (UTC+3).
| Data        | Hora  | Evento    |
| ----------- | ----- | --------- |
| 27 de junho | 14:30 | Bateria   |
| 28 de junho | 10:30 | Semifinal |
| 29 de junho | 20:00 | Final     |

## Resultados

### Bateria
Qualificação: 3 atletas de cada bateria (Q) mais os 4 melhores qualificados (q). 
| Posição | Bateria | Raia | Atleta            | Nacionalidade | Tempo | Notas           |
| ------- | ------- | ---- | ----------------- | ------------- | ----- | --------------- |
| 1       | 2       | 8    | Zuzana Hejnová    | Chéquia       | 55.24 | Q               |
| 2       | 1       | 2    | Angela Moroșanu   | Roménia       | 55.37 | Q               |
| 3       | 1       | 6    | Élodie Ouédraogo  | Bélgica       | 55.39 | Q,              |
| 4       | 2       | 6    | Hanna Yaroshchuk  | Ucrânia       | 55.73 | Q               |
| 5       | 1       | 7    | Vera Barbosa      | Portugal      | 55.80 | Q,              |
| 6       | 3       | 6    | Denisa Rosolová   | Chéquia       | 55.98 | Q               |
| 7       | 4       | 3    | Irina Davydova    | Rússia        | 56.00 | Q               |
| 8       | 3       | 4    | Yelena Churakova  | Rússia        | 56.08 | Q               |
| 9       | 2       | 2    | Jessie Barr       | Irlanda       | 56.30 | Q               |
| 9       | 1       | 3    | Hanna Titimets    | Ucrânia       | 56.30 | q               |
| 11      | 3       | 5    | Tina Matusińska   | Polónia       | 56.33 | Q               |
| 12      | 4       | 7    | Sara Petersen     | Dinamarca     | 56.58 | Q               |
| 12      | 2       | 3    | Eglė Staišiūnaitė | Lituânia      | 56.58 | q,              |
| 14      | 4       | 2    | Zuzana Bergrová   | Chéquia       | 56.59 | Q,              |
| 15      | 4       | 8    | Manuela Gentili   | Itália        | 57.10 | q               |
| 16      | 4       | 4    | Meghan Beesley    | Grã-Bretanha  | 57.18 | q               |
| 17      | 2       | 5    | Axelle Dauwens    | Bélgica       | 57.19 |                 |
| 18      | 2       | 7    | Emma Millard      | Finlândia     | 57.61 | Recorde pessoal |
| 18      | 3       | 3    | Tina Kron         | Alemanha      | 57.61 |                 |
| 20      | 1       | 5    | Nikolina Horvat   | Croácia       | 57.74 |                 |
| 21      | 3       | 8    | Frida Persson     | Suécia        | 57.83 | Recorde pessoal |
| 22      | 2       | 4    | Phara Anacharsis  | França        | 58.02 |                 |
| 23      | 3       | 2    | Stine Tomb        | Noruega       | 58.24 |                 |
| 24      | 4       | 6    | Amaliya Sharoyan  | Armênia       | 58.27 |                 |
| 25      | 4       | 5    | Özge Akın         | Turquia       | 58.90 |                 |
| 26      | 3       | 7    | Sema Apak         | Turquia       | 58.93 |                 |
| 27      | 1       | 4    | Elif Yıldırım     | Turquia       | 59.43 |                 |

### Semifinal
Qualificação: 3 atletas de cada bateria (Q) mais os 2 melhores qualificados (q). 
| Posição | Bateria | Raia | Atleta            | Nacionalidade | Tempo | Notas |
| ------- | ------- | ---- | ----------------- | ------------- | ----- | ----- |
| 1       | 2       | 4    | Irina Davydova    | Rússia        | 54.68 | Q     |
| 2       | 1       | 6    | Hanna Yaroshchuk  | Ucrânia       | 54.69 | Q,    |
| 3       | 1       | 5    | Denisa Rosolová   | Chéquia       | 54.71 | Q     |
| 4       | 1       | 3    | Yelena Churakova  | Rússia        | 54.92 | Q,    |
| 5       | 2       | 3    | Zuzana Hejnová    | Chéquia       | 55.36 | Q     |
| 6       | 2       | 5    | Élodie Ouédraogo  | Bélgica       | 55.77 | Q     |
| 7       | 2       | 8    | Zuzana Bergrová   | Chéquia       | 55.78 | q,    |
| 8       | 1       | 8    | Jessie Barr       | Irlanda       | 55.93 | q,    |
| 9       | 2       | 6    | Sara Petersen     | Dinamarca     | 56.07 |       |
| 10      | 1       | 7    | Tina Matusińska   | Polónia       | 56.43 |       |
| 11      | 2       | 7    | Vera Barbosa      | Portugal      | 56.58 |       |
| 12      | 1       | 1    | Manuela Gentili   | Itália        | 57.03 |       |
| 13      | 2       | 2    | Hanna Titimets    | Ucrânia       | 57.26 |       |
| 14      | 2       | 1    | Meghan Beesley    | Grã-Bretanha  | 57.32 |       |
| 15      | 1       | 2    | Eglė Staišiūnaitė | Lituânia      | 58.76 |       |
| 16      | 1       | 4    | Angela Moroșanu   | Roménia       | 58.96 |       |

### Final
| Posição           | Raia | Atleta           | Nacionalidade | Tempo | Notas               |
| ----------------- | ---- | ---------------- | ------------- | ----- | ------------------- |
| Medalha de ouro   | 5    | Irina Davydova   | Rússia        | 53.77 | Melhor marca do ano |
| Medalha de prata  | 3    | Denisa Rosolová  | Chéquia       | 54.24 | Recorde pessoal     |
| Medalha de bronze | 4    | Hanna Yaroshchuk | Ucrânia       | 54.35 | Recorde pessoal     |
| 4                 | 6    | Zuzana Hejnová   | Chéquia       | 54.49 |                     |
| 5                 | 8    | Yelena Churakova | Rússia        | 54.78 | Recorde pessoal     |
| 6                 | 7    | Élodie Ouédraogo | Bélgica       | 55.95 |                     |
| 7                 | 1    | Zuzana Bergrová  | Chéquia       | 56.26 |                     |
| 8                 | 2    | Jessie Barr      | Irlanda       | 56.83 |                     |

Legenda
| Recorde mundial       | Recorde mundial (World record)               |                       | Recorde africano                      | Recorde africano (African) |                                           | Q | Classificado por posição (Qualified) |
| Recorde do campeonato | Recorde do campeonato (Championship record)  | Recorde da América    | Recorde da América (Americas)         | q                          | Classificado por melhor tempo (Qualified) |   |                                      |
| Melhor marca do ano   | Melhor marca do ano (World leading)          | Recorde asiático      | Recorde asiático (Asian)              | DNS                        | Não largou (Did not start)                |   |                                      |
| Recorde nacional      | Recorde nacional (National record)           | Recorde europeu       | Recorde europeu (European)            | DNF                        | Não terminou (Did not finish)             |   |                                      |
| Recorde pessoal       | Recorde pessoal do atleta (Personal best)    | Recorde da Oceania    | Recorde da Oceania (Oceania)          | DSQ / DQ                   | Desclassificado (Disqualified)            |   |                                      |
| Recorde da temporada  | Recorde da temporada do atleta (Season best) | Recorde sul-americano | Recorde sul-americano (South America) | NM                         | Sem marca (No mark)                       |   |                                      |